# Norbert Hölzel
Norbert Hölzel (* 1963) ist ein deutscher physischer Geograph und seit Oktober 2007 Professor für Ökosystemforschung an der Universität Münster.

## Leben
Hölzel studierte Physische Geographie in München und promovierte 1995 im Fach Geobotanik an der Ludwig-Maximilians-Universität in der Forstwissenschaftliche Fakultät. Seine Dissertation verfasste er zu Schneeheide-Kiefernwälder in den mittleren Nördlichen Kalkalpen. Später folgte seine Habilitation mit venia legendi für Vegetationsökologie und Landschaftsökologie an der Justus-Liebig-Universität Gießen (Fachbereich Agrarwissenschaften, Ökotrophologie und Umweltmanagement). Diese verfasste er zum Thema Die ökologische Bedeutung von Samenbanken, Keimung und Etablierung für die Renaturierung von Auenwiesen. Seit Oktober 2007 ist er Professor für Ökosystemforschung in Münster. Er ist Leiter der Arbeitsgruppe Biodiversität und Ökosystemforschung an der Universität Münster. 2017 verlieh ihm die russische Universität Tjumen die Ehrendoktorwürde für sein langjähriges Engagement in der deutsch-russischen Forschungskooperation und für seine Tätigkeit im internationalen Beirat der UT.

## Lehre und Forschung
Er lehrt Vegetations- und Landschaftsökologie, Fachenglisch, Bodenkunde und Multivariate Statistik. Forschungsschwerpunkte sind Grünlandökologie (Renaturierung und nachhaltige Nutzung von artenreichem Grünland), Auenökologie (Nährstoffgradienten, Überflutungsdynamik, Ausbreitung, "Stromtalarten"), Ökologie seltener und gefährdeter Arten (Standortbindung, Populationsdynamik), Samenökologie (Phänologie, Samenbanken, Keimungsökologie), Renaturierungsökologie (Entwicklung und Bewertung von Techniken zur Renaturierung von Lebensräumen und Arten), Auswirkungen des Global Change (Klima, Landnutzung) auf Landschaften, Lebensräume und Arten, Entwicklung von Anpassungsstrategien an den Globalen Wandel sowie Landnutzungswandel und Landschaftswandel in Westsibirien und Kasachstan.

## Publikationen (Auswahl)
- N. Blüthgen, C. Dormann, D. Prati, V. H. Klaus, T. Kleinebecker, N. Hölzel, F. Alt, S. Boch, S. Gockel, A. Hemp, J. Müller, J. Nieschulze, S. C. Renner, I. Schöning, U. Schumacher, S. A. Socher, K. Wells, K. Birkhofer, F. Buscot, Y. Oelmann, C. Rothenwöhrer, C. Scherber, T. Tscharntke, C. Weiner, M. Fischer, E. K. V. Kalko, K. E. Linsenmair, E.-D. Schulze, W. W. Weisser: A quantitative index of land-use intensity in grasslands: integrating mowing, grazing and fertilization. In: Basic and Applied Ecology. 13, 2012, S. 207–220.
- A. Berndt, N. Hölzel: Energy crops as a new bird habitat: Utilization of oilseed rape fields by the rare Bluethroat (Luscinia svecica). In: Biodiversity and Conservation. 21, 2012, S. 527–541.
- V. H. Klaus, T. Kleinebecker, S. Boch, J. Müller, A. S. Socher, D. Prati, M. Fischer, N. Hölzel: NIRS meets Ellenberg's indicator values: Prediction of moisture and nitrogen values of agricultural grassland vegetation by means of near-infrared spectral characteristics. In: Ecological Indicators. 14, 2012, S. 82–86.